# Fikrun wa Fann
Fikrun wa Fann (arabisch فكرٌ وفن, „Gedanke und Kunst“) war eine 1963 erstmals erschienene Kulturzeitschrift für den Dialog mit der islamischen Welt, die bis zum Jahr 2000 vom Verein Inter Nationes e.V. herausgegeben wurde. Nach der Fusion des Vereins mit dem Goethe-Institut hieß der Herausgeber zwei Jahre lang Goethe-Institut Inter Nationes, ab 2003 bis zur Einstellung des Magazins im Jahr 2016 nur noch Goethe-Institut.
Erster Chefredakteur war der Kunsthistoriker und Journalist Albert Theile. Zusammen mit der Islamwissenschaftlerin Annemarie Schimmel verantwortete er das Magazin bis zur Ausgabe Nr. 37 (1982). Nachfolgerin wurde die Islamwissenschaftlerin Erdmute Heller, der 1988 die Journalistin Rosemarie Höll folgte. Diese prägte die Zeitschrift während der folgenden 12 Jahre bis zur Ausgabe Nr. 74. 2001 wurde Höll vom Übersetzer und Literaturkritiker Stefan Weidner abgelöst, der der Redaktion schon vorher als Autor verbunden war.
Der Grund für die Abberufung Hölls lag in der vom Goethe-Institut geplanten neuen Ausrichtung des Magazins. Dazu schrieb Stefan Weidner 2002 im Internet-Portal qantara.de: „Die Ereignisse vom 11. September 2001 und die Folgen stellen eine Zeitschrift wie Fikrun wa Fann vor ganz neue Aufgaben und Herausforderungen.“ Der Wechsel in der Redaktionsleitung führte dazu, dass die von Rosemarie Höll bereits fertiggestellte Ausgabe Nr. 75 nicht mehr erscheinen durfte. Stattdessen wurde Heft 75 unter Leitung Stefan Weidners mit anderen Autoren neu produziert.
Fikrun wa Fann war eine kulturpolitische Zeitschrift. Sie ging ästhetischen Fragestellungen nach und informiert über Kunst und Kultur in Deutschland sowie der islamischen Welt. Ein weiterer Schwerpunkt lag auf aktuellen gesellschaftspolitischen Debatten. Mit Autoren aus Deutschland und der islamischen Welt war die Zeitschrift ein Forum für Information und Dialog mit und innerhalb der islamisch geprägten Kulturkreise.
Die kostenlose Zeitschrift erschien zuletzt zweimal jährlich in einer Auflage von etwa 18.000 Heften in den Sprachen Arabisch, Englisch und Persisch, auf der Website auch auf Deutsch. Sie war für Kulturinstitute, Mittlerorganisationen, Bibliotheken und Universitäten bestimmt, die sie einem breiteren Publikum vor allem in den islamisch geprägten Ländern zugänglich machten, sowie für Personen, die im kulturellen oder journalistischen Bereich aktiv waren und insofern eine Multiplikatorfunktion innehatten.
Das Onlineportal bot in kürzeren Abständen zusätzliche Beiträge zu den Themenschwerpunkten der gedruckten Zeitschrift auf Arabisch, Deutsch und Englisch und unterstrich mit seinen Angeboten das dialogische Prinzip der Publikation. Die Pflege und Aktualisierung der Internetseite endete zeitgleich mit der letzten Printausgabe (Nr. 105) im Herbst 2016. Ein großer Teil der Artikel der letzten Ausgaben ist in vier Sprachversionen über die Webseite der Zeitschrift zu finden.